# (442) Eichsfeldia
(442) Eichsfeldia es un asteroide perteneciente al cinturón de asteroides descubierto el 15 de febrero de 1899 por Friedrich Karl Arnold Schwassmann y Maximilian Franz Wolf desde el observatorio de Heidelberg-Königstuhl, Alemania.
Está nombrado por Eichsfeld, una región del centro de Alemania.